# Cristovão Tezza
Cristovão César Tezza (Lages, 21 de agosto de 1952) é um escritor brasileiro.

## Biografia
Filho de um advogado, imigrante italiano, e de uma professora, Tezza nasceu em Lages, Santa Catarina, mas, acompanhando a família, mudou-se com oito anos de idade para Curitiba, no Paraná, onde vive até hoje. Esta cidade é cenário de boa parte de sua literatura, como nos romances Trapo (1988), Juliano Pavollini (1991), O Fantasma da Infância (1992), Uma Noite em Curitiba (1995), Breve Espaço (1998) e O Fotógrafo (2004).
Em sua juventude, Tezza trabalhou em teatro, participando do Centro Capela de Artes Populares, com sede em Antonina, Paraná, sob direção de W. Rio Apa. Em 1970 concluiu os estudos no Colégio Estadual do Paraná. Em 1971, ingressou na Escola de Formação de Oficiais da Marinha Mercante, no Rio de Janeiro, com o projeto de se tornar piloto, mas não suportou o regime e abandonou o curso. Em dezembro de 1974, foi para Portugal, matriculado no Curso de Letras da Universidade de Coimbra - mas, devido à Revolução dos Cravos, a universidade ficou fechada por um ano. Em 1975, foi trabalhador ilegal na Alemanha e viajou por vários países da Europa. Retornando ao Brasil em 1976, abriu uma oficina de consertos de relógios em Antonina, que abandonou em pouco tempo. Casou-se em 1977, ingressando finalmente na Universidade. Formou-se em Letras em 1982, na Universidade Federal do Paraná. Fez mestrado em Literatura Brasileira na UFSC (1984), onde começou a dar aulas de Língua Portuguesa como professor auxiliar. Em 1986, entrou para o Departamento de Linguística da UFPR, também na área de Língua Portuguesa, onde foi professor até 2009, quando se demitiu para se dedicar exclusivamente à literatura.
Na área acadêmica, publicou sua tese de doutorado (USP, 2002) "Entre a prosa e a poesia - Bakhtin e o formalismo russo" (Editora Rocco, 2003; Amazon Kindle, 2014) e é autor dos livros didáticos Oficina de Texto (Vozes) e Prática de Textos (Vozes), em parceria com o linguista Carlos Alberto Faraco.
Romancista, contista, cronista e ensaísta, Tezza é autor de mais de 20 livros publicados no Brasil. Suas obras já foram traduzidas em 18 países, como China, Estados Unidos, Noruega, México, Eslovênia e Inglaterra. A tradução inglesa de seu romance "O filho eterno" (The eternal son, Ed. Scribe) foi finalista do prêmio IMPAC-Dublin; o livro foi considerado um dos 10 melhores livros de ficção publicados em língua inglesa no biênio 2011 e 2012. A edição francesa (Le fils du printemps, Ed. Metailiè) recebeu o Prêmio Charles Brisset do Instituto de Psiquiatria da França. Durante muitos anos assinou resenhas e textos críticos nos jornais Folha de S.Paulo, O Globo e O Estado de S.Paulo, e na revista Veja, e foi cronista semanal do jornal Gazeta do Povo.

## Obra

### Ficção
- Gran Circo das Américas (romance; Brasiliense, 1988)
- A Cidade Inventada (contos; CooEditora, 1980; Amazon Kindle, 2014)
- O Terrorista Lírico, (romance; Criar Edições, 1981; Amazon Kindle, 2014)
- Ensaio da Paixão (romance; Criar Edições, 1985; Rocco, 1999, ed. revista; Amazon Kindle, 2014)
- Trapo, São Paulo, (romance; Brasiliense, 1988; Rocco 1995; Record, 2007)
- Aventuras Provisórias (romance; Mercado Aberto,1989; Record, 2007, ed. revista)
- Juliano Pavollini (romance; Record, 1989; Rocco, 2002; Record, 2010, ed. revista)
- A Suavidade do Vento (romance; Record 1991; Rocco, 2002; Record, 2015, ed. revista)
- O Fantasma da Infância, (romance; Editora Record (1994; 2007)
- Uma Noite em Curitiba, (romance, Rocco, 1995; Record, 2014)
- Breve espaço entre cor e sombra. (romance; Rocco, 1998); Breve espaço (edição revista; Record, 2013)
- O fotógrafo (romance; Rocco, 2004; Record, 2011, ed. revista)
- O filho eterno (romance; Record, 2007)
- Um erro emocional (romance; Record, 2010)
- Beatriz (contos; Record, 2011)
- O professor (romance; Record, 2014)
- A tradutora (romance; Record, 2016)
- A tirania do amor (romance; Todavia, 2018)
- A tensão superficial do tempo (romance; Todavia, 2020)

### Não-Ficção
- Entre a prosa e a poesia - Bakhtin e o formalismo russo (ensaio; Rocco, 2002; Amazon Kindle, 2014)
- O espírito da prosa - uma autobiografia literária (Record, 2012)
- Um operário em férias (crônicas; seleção e apresentação de Christian Schwartz; Record, 2013)
- Leituras - resenhas & ensaios (textos críticos; apresentação de Manuel da Costa Pinto; Amazon Kindle, 2014)
- Literatura à margem (conferências; Amazon Kindle, 2014)
- A máquina de caminhar  (crônicas; seleção e apresentação de Christian Schwartz; Record, 2016)